# Hermann Schmidiger
Hermann Schmidiger (* 10. November 1937 in Zug; † 20. Mai 2023 in Cham) war ein Schweizer Radrennfahrer.

## Sportliche Laufbahn
Schmidiger war im Strassenradsport aktiv. Als Amateur startete er für den Verein «RMV Cham-Hagendorn». 1958 gelang ihm der Aufstieg in die A-Klasse der Schweizer Amateure. 1959 holte er seinen ersten Sieg in einem Rennen in Bregenz. 1960 gewann er die Nordwestschweizer Meisterschaft und wurde nach einigen Siegen und vorderen Platzierungen für die Schweizer Mannschaft bei den Strassenradsport-Weltmeisterschaften nominiert. Das Titelrennen beendete er nicht. 1961 wurde er Zweiter in der Meisterschaft von Zürich bei den Amateuren hinter Giovanni Albisetti. Bei den Strassenradsport-Weltmeisterschaften kam er nicht ins Ziel des Amateurrennens.
In der Tour de Corrèze 1963 wurde er Dritter. Mit der Nationalmannschaft der Schweiz bestritt er 1964 die Tunesien-Rundfahrt und belegte dort den 36. Rang. Er fuhr mit der Auswahlmannschaft auch die Kanada-Rundfahrt 1964.
Von 1963 bis 1965 war er Unabhängiger und Berufsfahrer. Er blieb als Radprofi ohne Erfolge. Zweimal war er in der Tour de Suisse am Start. 1963 wurde er 11. und 1964 27. in der Gesamtwertung. Im Profirennen der Strassenradsport-Weltmeisterschaften 1963 kam er nicht ins Ziel.